# Philip H. Hoff

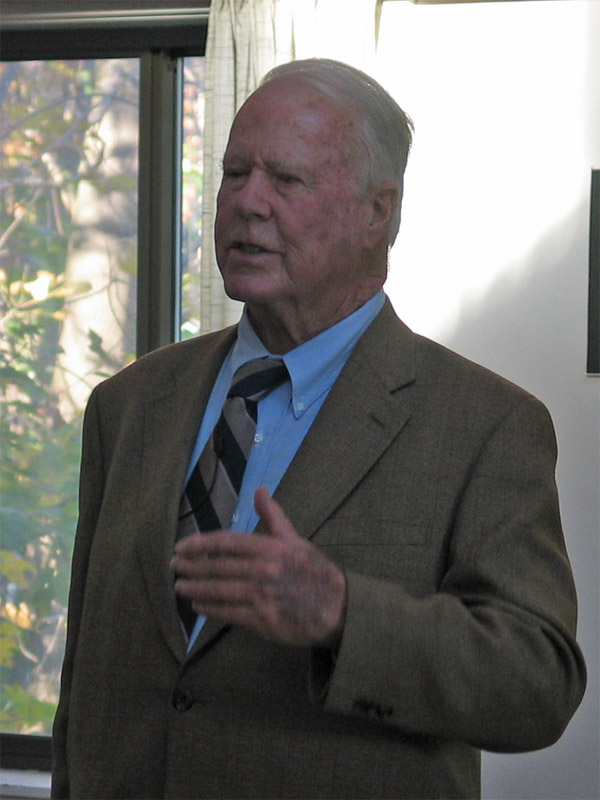
Philip H. Hoff (2004)

Philip Henderson Hoff, född 29 juni 1924 i Franklin County, Massachusetts, död 26 april 2018 i Shelburne, Vermont, var en amerikansk demokratisk politiker. Han var guvernör i delstaten Vermont 1963–1969. När han valdes var han den förste demokraten att väljas till guvernör i Vermont på 108 år. 
Hoff deltog i andra världskriget i USA:s flotta. Han avlade sedan grundexamen vid Williams College och juristexamen vid Cornell University. Han flyttade 1951 till Burlington, Vermont.
Hoff besegrade ämbetsinnehavaren F. Ray Keyser i guvernörsvalet i Vermont 1962. Före Hoff hade endast Vermonts 22:a guvernör John S. Robinson åren 1853–1854 varit medlem i Demokratiska partiet under sin ämbetsperiod. Hoff efterträddes 1969 av republikanen Deane C. Davis.
Hoff utmanade utan framgång den sittande senatorn Winston L. Prouty i senatsvalet 1970.